# Nybyn, Åre kommun
Nybyn är en by i Mörsil socken, Västra Storsjöbygdens församling, Åre kommun, Jämtlands län.
Nybyn ligger cirka 3 km söder om tätorten Mörsil. Byn har 5-7 hus, vilka omges av skog. Det nordligaste huset i Nybyn var tidigare ett posthus, på en gård som heter Myckelgård. Omkring 6 km söder om Nybyn ligger Sällsjö, en lite större plats, bredvid vattnet.